# Хлебницы
Хлебницы — деревня в Ильинском районе Ивановской области, входит в состав Щенниковского сельского поселения.

## География
Расположена в 10 км на запад от центра поселения деревни Щенниково и в 30 км на юго-запад от райцентра посёлка Ильинское-Хованское.

## История
В конце XIX — начале XX веков село Хлебницы вместе с Дмитровским погостом входило в состав Карашской волости Ростовского уезда Ярославской губернии. В 1885 году в селе было 24 двора.
С 1929 года село являлось центром Хлебницкого сельсовета Ильинского района, с 2005 года — в составе Щенниковского сельского поселения.

## Население
| 1859 | 2010 |
| ---- | ---- |
| 142  | ↗191 |

## Инфраструктура
В деревне имеются фельдшерско-акушерский пункт, отделение почтовой связи. До 2010 года в деревни действовала Хлебницкая начальная общеобразовательная школа.